# Chiżniki
Chiżniki – wieś w rejonie starokonstantynowskim obwodu chmielnickiego.